# 香港青少年軍總會

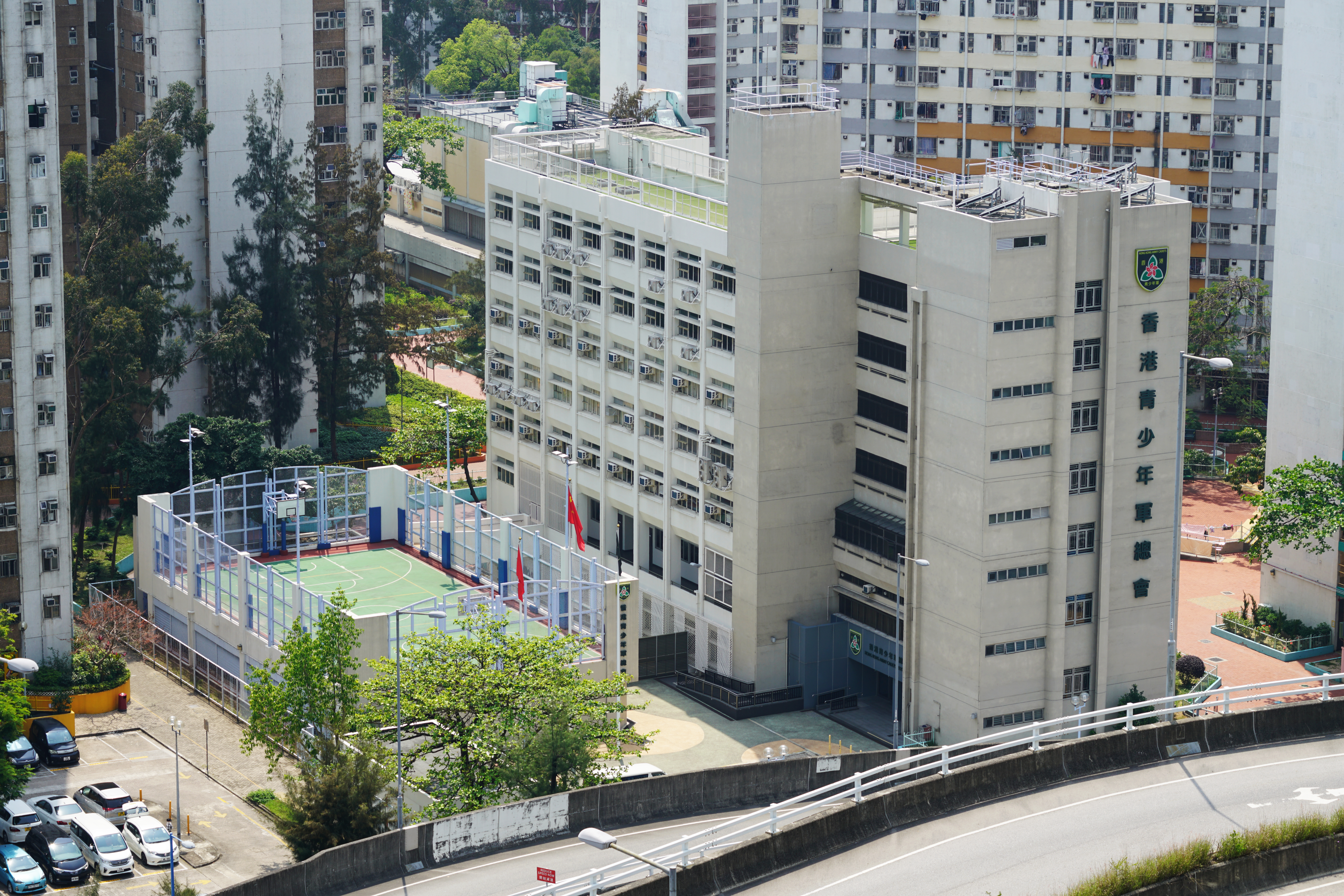
香港青少年軍總會大樓

香港青少年軍總會（英語：Hong Kong Army Cadets Association），於2015年1月18日成立，是一個提供紀律訓練，教授中式步操的制服團體，讓團員從訓練中培養堅強意志，學習自律自省、團結和刻苦精神。訓練課程內容廣泛，包括列隊步操、升旗、領導才能訓練、野外求生、急救及拯溺、體藝發展及社會服務等等。總會設有三個縱隊，分別為「教導縱隊」、「菁英縱隊」及「地區縱隊」。

## 三大宗旨
為香港青少年：

1. 提升個人素質，從訓練中磨練意志；
2. 培訓領導才能，學習發揮團隊精神；
3. 推動建設香港，放眼未來報效祖國。

## 六大培訓目標
- 自強
- 自律
- 自信
- 承擔
- 領導
- 服務

## 組織
香港青少年軍總會總會長是四洲集團主席戴德豐，主席是港區全國人大代表陳振彬，總監則是信和集團副主席黃永光。諮議會則由有會長戴德豐、主席陳振彬、信和集團副主席黃永光、前警務處處長李明逵和鄧竟成、前警務處副處長馮兆元、前懲教署長單日堅和旅遊業監管局成員、前觀塘區議員姚柏良組成。

## 歷史及過往活動
2015年1月15日，香港青少年軍總會有限公司在公司註冊處註冊。同月18日，香港青少年軍總會在昂船洲海軍基地舉行成立儀式，多個團體獲邀出席，包括香港童軍總會、香港女童軍總會、香港航空青年團、香港海事青年團、香港紅十字會、香港基督女少年軍、香港基督少年軍和交通安全隊等等。
同年5月4日，香港青少年軍總會派出13位學員與13個制服團隊一同參與由香港各界青少年活動委員會主辦的五四運動96周年金紫荊廣場升旗禮，是總會成立以來出席的首個公開活動。同年7月7日，總會正式委任香港藝人方力申為香港青少年軍「活力大使」。
2017年1月22日，香港青少年軍總會邀請香港保齡球代表胡兆康、香港游泳代表施幸余及黃愛恩博士出席「跟著夢想找人生」與年青人分享會暨「香港青少年軍總會」兩週年會慶儀式，與在場200多位年青人分享夢想及人生。
2018年1月，香港青少年軍總會大樓正式落成啟用，行政長官林鄭月娥及前任中聯辦主任王志民擔任大樓開幕典禮主禮嘉賓並於典禮中致辭。
同年，香港青少年軍總會首次推薦團員參與「香港青年服務領袖獎」獎勵計劃，當中團員李呈昕獲評選為第三屆青年服務領袖。
12月，香港青少年軍總會首次於金紫荊廣場主持升旗禮，民政事務局副局長陳積志到場觀禮。同月，香港青少年軍總會首次與解放軍駐港部隊攜手進行長者送暖活動，近50名駐港部隊官兵及30名香港青少年軍為大澳近200名長者表演及送上愛心禮包。
2019年1月4日，香港青少年軍總會為慶祝成立4週年舉辦「香港青少年軍總會週年晚會」。行政長官林鄭月娥、前任中聯辦主任王志民、外交部駐港公署特派員謝鋒及解放軍駐港部隊副司令員田永江應邀出席並擔任主禮嘉賓。當晚出席晚會的嘉賓及團員人數合共逾300人。
同年10月1日，香港青少年軍總會在藍田邨廣場舉行升旗儀式，與香港市民共慶祖國70周年華誕。
2020年7月1日香港回歸23周年，香港青少年軍總會派出儀仗隊參與嶺南大學及沙田各界舉辦的升旗禮。
同年10月1日，香港青少年軍總會派出儀仗隊參與香港理工大學舉辦的升旗禮，慶祝中華人民共和國成立71周年，數百位理大成員出席儀式。
2021年5月4日，香港青少年軍總會與11隊青少年制服團體出席於香港電台廣播大廈舉行的『「世紀長征」五四升旗禮』。
同年7月1日，香港青少年軍總會派出護旗隊出席由九龍各界慶典委員會、九龍社團聯會主辦的「賀建黨百年 慶香港回歸」慶祝活動。
7月3日至9日，香港青少年軍總會派出約100名年齡介乎8至20歲的導賞員出席在香港灣仔會議展覽中心舉行的「百年偉業──慶祝中國共產黨成立100周年大型主題展覽」擔任展覽導賞工作，為參觀者講解中國共產黨的百年發展。
同年10月1日，香港青少年軍總會派出團員參與總會大樓、香港理工大學、香港演藝學院、大澳鄉事委員會等各處進行的升旗儀式，與市民大眾及各院校師生同賀國慶。
10月2日，香港青少年軍總會舉辦『「國旗、國徽、國安法」講座』，吸引超過60所中小學，共約120名校長及教職員參與。教育局局長楊潤雄先生及全國人大常委會香港特別行政區基本法委員會副主任譚惠珠女士亦應邀出席並擔任嘉賓。
2023年4月23日，香港青少年軍總會首次舉辦檢閱儀式，民政及青年事務局局長麥美娟、前保安局局長李明逵等出席檢閱

## 評價
總會諮議會成員李明逵表示香港青少年軍總會除了提供步操訓練，亦會安排射擊、軍拳、摺被、升旗、急救及歷奇訓練等，鍛煉團員心智及體魄，並希望藉此培養責任感和提升領導才能及團體精神。
前警務處處長李明逵強調，青少年軍可加強年輕人對國家發展、軍事活動的認識。更可訓練青少年的領導才能和自信心。
香港藝人方力申擔任香港青少年軍活力大使。
行政會議成員兼新民黨立法會議員葉劉淑儀認為總會成立有助「能讓香港的青少年有多些鍛練的機會，以及擴闊視野、接觸不同事物，了解及認識解放軍的運作。」經民聯立法會議員梁美芬形容總會成立是以「正式姿態鼓勵青年與內地交流，培養他們的歸屬感和責任感，既正常又合理。」 
鄧竟成認為每一個制服團體都有其突出之處，希望透過舉辦及參與各樣的青少年活動，令社會各界逐漸對青少年軍有所瞭解和認識。 
曾德成回應對「香港青少年軍總會」的疑慮。他指出，青少年軍是由一批過往參與軍事夏令營的人士組成，駐港部隊能提供訓練設施讓青少年鍛煉體能、學習紀律及德育培訓，都是好事。至於青少年軍宣誓「建設香港，報效祖國」，他稱制服團體宣誓好正常，舉例說童軍及其他類似團隊都有宣誓。 
黃永光指青少年軍總會希望團員從訓練中樹立國家安全觀，培養堅強的意志，學習自律自省、團結和刻苦精神。讓香港的大學生在香港也可以了解國家了解國情。 